# Dorothea Störr-Ritter

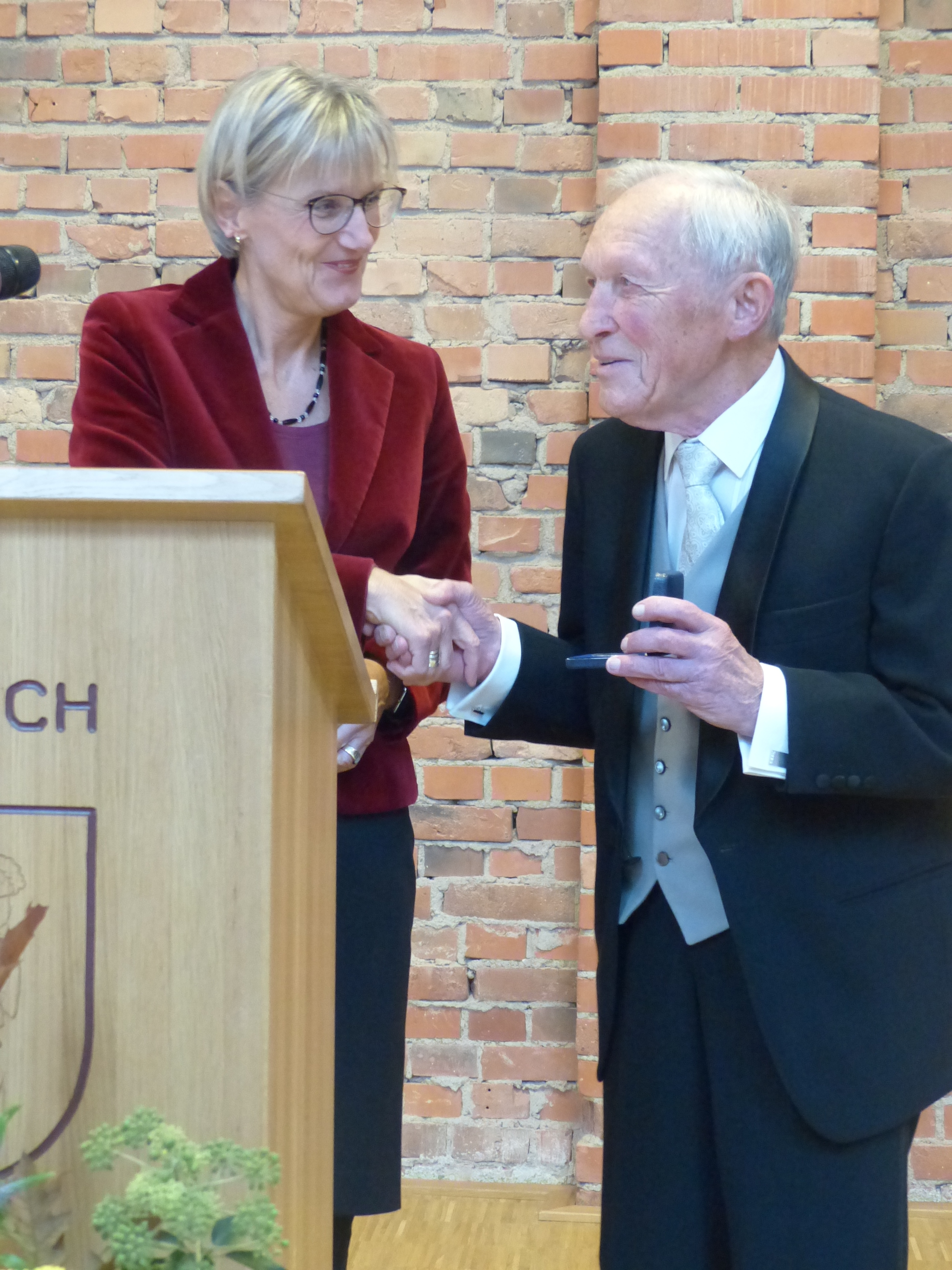
Dorothea Störr-Ritter bei der Verleihung der Staufermedaille an Werner Käß, 2015

Dorothea Störr-Ritter, geborene Störr, (* 27. August 1955 in Freiburg im Breisgau) ist eine deutsche Politikerin der CDU. Sie war von 1998 bis 2002 Mitglied des Deutschen Bundestages und von 2008 bis 2024 Landrätin des Landkreises Breisgau-Hochschwarzwald.

## Ausbildung und Beruf
Nach der Grundschule von 1962 bis 1965 und dem Gymnasium von 1965 bis 1974 in Waldkirch studierte Dorothea Störr-Ritter Rechtswissenschaften an der Ludwig-Maximilians-Universität München und der Universität Konstanz. Nach dem Referendariat beim Landgericht Rottweil legte sie 1982 ihr zweites juristisches Staatsexamen ab. Seit 1989 war sie als Rechtsanwältin in Kanzleien in Waldkirch, Stuttgart, Freiburg und Todtnau tätig. Von 2002 bis 2008 war sie Präsidentin des Bundes der Selbständigen in Baden-Württemberg und von 2006 bis Beginn des Jahres 2008 zusätzlich Präsidentin des Bundesverbandes der Selbständigen-Deutscher Gewerbeverband e. V. (BDS).

## Politische Karriere
1994 trat Dorothea Störr-Ritter in die CDU ein, 1995 wurde sie Mitglied im CDU-Kreisvorstand Emmendingen, von 1997 bis 1999 war sie dort stellvertretende CDU-Kreisvorsitzende. Von Mai 2001 bis 2003 war sie Vorsitzende des CDU-Kreisverbands Lörrach und von 2002 bis 2005 Landesgeschäftsführerin der CDU Baden-Württemberg. Bei den Bundestagswahlen 1998, 2002 und 2005 unterlag sie als Direktkandidatin im Bundestagswahlkreis Lörrach – Müllheim der SPD-Kandidatin Marion Caspers-Merk, zog jedoch 1998 über die Landesliste der CDU Baden-Württemberg in den Deutschen Bundestag ein. Nachdem sie bei der Bundestagswahl 2002 nicht wiedergewählt worden war, gehörte sie als Nachrückerin für den Abgeordneten Heinz Seiffert ab dem 18. Juli 2005 für einige Wochen wiederum dem Bundestag an. Bei der Bundestagswahl 2005 verfehlte sie  ihre Wiederwahl aufgrund der Überhangmandate der Landes-CDU.
Am 17. Dezember 2007 wurde sie vom Kreistag des Landkreises Breisgau-Hochschwarzwald mit 57 von 66 Stimmen als Nachfolgerin von Jochen Glaeser zur Landrätin gewählt – bei ihrem Amtsantritt am 3. März 2008 war sie die erste Landrätin in Baden-Württemberg. Im Dezember 2015 wurde sie für eine zweite Amtszeit wiedergewählt; bei der Landratswahl 2023 trat sie nicht erneut an. Sie hatte das Amt bis Ende Februar 2024 inne; ihr Nachfolger wurde Christian Ante.
Seit dem 12. Oktober 2011 ist sie Mitglied im Nationalen Normenkontrollrat. Seit Oktober 2023 ist sie zudem Mitglied des Normenkontrollrats Baden-Württemberg.

## Familie
Dorothea Störr-Ritter ist verheiratet mit Hans Ritter und hat zwei Töchter.